# Szatmári Magyar Hírlap
Szatmári Magyar Hírlap már megszűnt szatmárnémeti napilap. 2005. június 24-én indult hetilapként, 2005. október 1-től napilap lett, ami 2014. július 31-én jelent meg utoljára.

## Kiadói, szerkesztői, tartalma
Kiadója a Sam Grup Consulting Kft. Indulásakor a szerkesztőbizottság elnöke Bura László volt, a harmadik számtól tiszteletbeli főszerkesztő. Vezető szerkesztők: Princz Csaba és Benedek Ildikó. Rövid ideig Princz Csaba lapigazgatóként, Benedek Ildikó főszerkesztőként szerepelt az impresszumban. 2005 októberétől Veres István főszerkesztő és Benedek Ildikó felelős szerkesztő jegyzi a lapot. 2008 novemberétől Ilonczai (Bodnár) Gyöngyi a főszerkesztő. Munkatársak még Fodor István, Bodnár Gyöngyi, Czinzel László, Molnár Judit, Debreczeni Éva, Veres István; a későbbiekben Romász Sándor, Maria Calderon Espinosa, Szappanos Andrea, Farkas Orsolya, Török Beáta, Vékás Zoltán, Babos Krisztina, Gugulya-Hégető Loránd és Fodor Lajos fotós.
Indulásakor megfogalmazott célkitűzése: őrizni és fejleszteni a történelmi–földrajzi régió magyarságának önazonosság-tudatát, de oly módon, hogy a magyarsághoz tartozásának jelzése ne jelentsen nacionalizmust. A vidék életéről nyújtott tájékoztatásait elkötelezett realizmus, hírszolgálatát pontosság, gyorsaság és megbízhatóság, a tényekhez való hűségre, tárgyszerűségre törekvés jellemzi.
Hétvégi, 2005 karácsonyától szombatonként megjelenő melléklete főként művelődési, helytörténeti, irodalmi és képzőművészeti tárgyú írásokat közöl; ez a melléklet 2008. szeptember 20-tól Szamos néven társadalmi – kulturális hetilapként jelent meg. Benne történelmi, képzőművészeti, színházi, irodalmi, művészettörténeti vonatkozású tanulmányokat, ismeretterjesztő írásokat, olvasmányos sorozatokat közölnek. Főszerkesztője Benedek Ildikó.
A Sam Grup Consulting támogatásával adja ki a csíkszeredai Státus Kiadó a Hírlap Könyvek címen elindított sorozatot, benne helyi vagy a térséghez kötődő szerzők műveivel. A sorozatban 2009 januárjáig tizenkét kötet jelent meg:
- Veres István: Tollhegy (publicisztikák, 2007)
- Debreczeni Éva: Vakondsirály (válogatott írások, 2007)
- Bura László: Öt évszázad utcanevei – Szatmárnémeti (Satu Mare) 1500–2000 (2007)
- Paizs Tibor: A kolozsvári hóhér – Egy honfoglaló garabonciás álomlátása (2007)
- A hattyúleány (erdélyi szász népmesék, ford. Veres István, 2007)
- Bura László: Szatmári szólások és közmondások (2008)
- Csirák Csaba: Színházi élet Szatmáron. 1898–1918 (2008)
- Sróth Ödön: Holdláng (versek, 2008)
- Sike Lajos: A 70-kedő firkász avagy Ki tehene borja vagyok én? (2008)
- Muhi Sándor: Építészet Szatmáron (2008)
- Mandula Tibor: A magyarság története az óhazától Mohácsig, 1526–ig (2008)
- Bura László: Szatmár megye helynevei (földrajzi nevei). I–II. (2008)

## Gazdasági háttér
A lap 2005-ben indult a Szilágyi Ferenc tulajdonában levő Sam Grup Consulting KFT és a Dumitru Păcuraru tulajdonában levő Solpress KFT közös vállalkozásaként. Időközben Szilágyi Ferenc megvásárolta Dumitru Păcuraru részét, de mivelhogy a Szatmári Magyar Hírlapnak az idők folyamán egyre súlyosbodó anyagi problémákkal kellett szembenéznie, 2012 augusztusában Dumitru Păcuraru felvásárolta az egész újságot.
A Szatmári Magyar Hírlap főszerkesztője Bodnár Gyöngyi (2012. április 2.)
A Szatmári Magyar Hírlap elődjeit 1921-1990-ig a Szatmári Hírlap című szócikk foglalja össze. A Szatmári Hírlap-családnak két utódja lett, egyik a Szatmári Friss Újság 1990-től és a Szatmári Magyar Hírlap 2005-től.

## Terjesztés
A napilap előfizetéses rendszerben, valamint szabad árus pontokon szerezhető be.

## A Szatmári M. Hírlap és elődjei publicistáiból
- Bura László nyelvész, pedagógiai szakíró, művészeti író
- Muhi Sándor művészeti közíró, grafikus, helytörténész
- Nagy László néprajzkutató, helytörténész
- Suba Dani ifjúsági író, újságíró, grafikus